# Corana
Corana är en ort och kommun i provinsen Pavia i regionen Lombardiet i Italien. Kommunen hade 810 invånare (2018).